# Chichicastenango

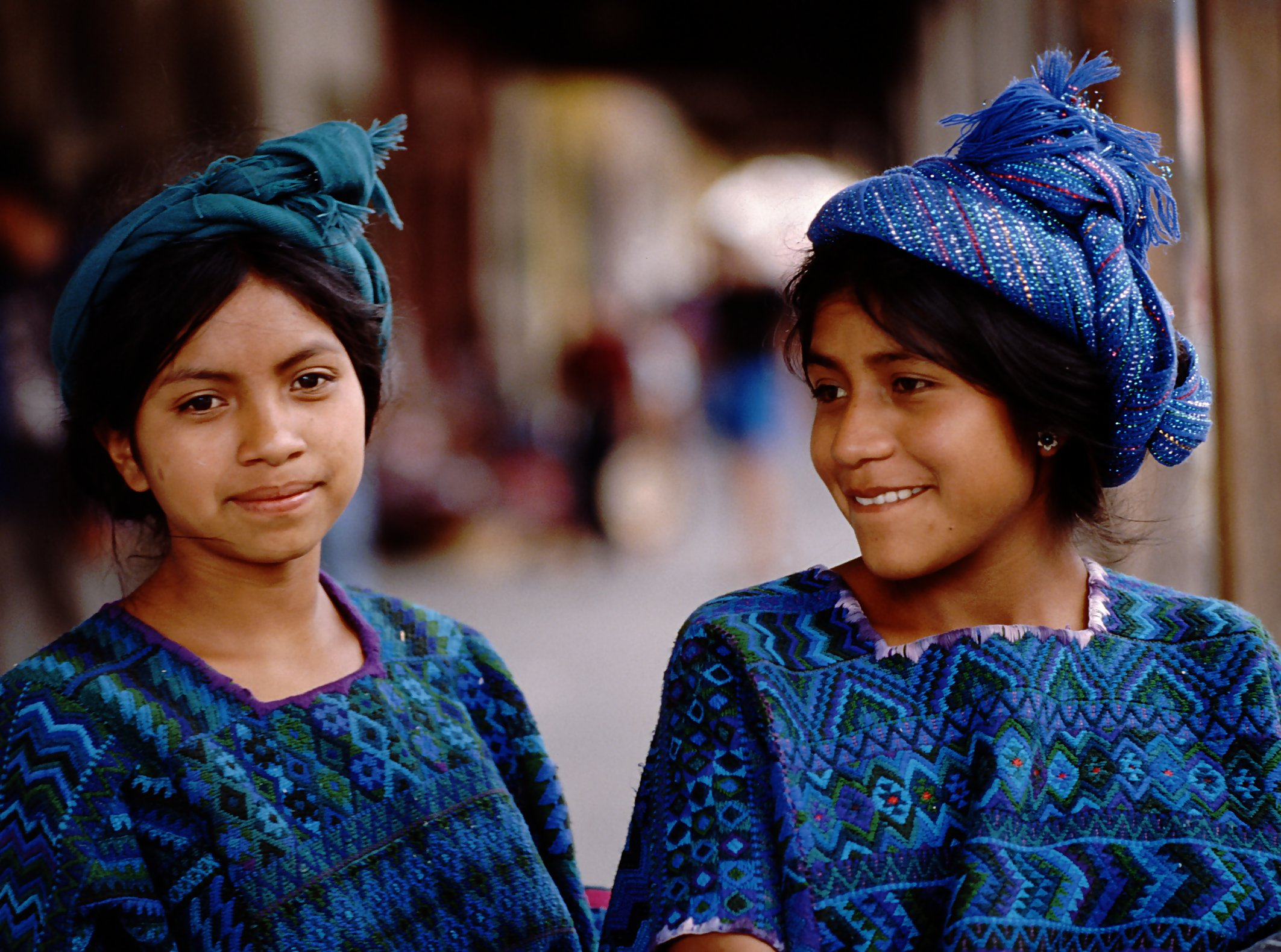
Två unga flickor poserar i traditionella mayaindianska kläder i Chichicastenango.

Chichicastenango, även känd som Santo Tomás Chichicastenango eller bara Chi-chi, är en stad i kommunen Santo Tomas Chichicastenango i departementet Quiché i Guatemala. Staden är belägen på 1 965 meters höjd och ligger ca 140 km nordväst om Guatemala City. 
Staden är känd för att ha bevarat den gamla traditionella mayakulturen och dess färgrika marknader på torsdagar och söndagar har blivit en turistattraktion. Staden har i långa tider, även innan spanjorernas ankomst, varit en viktig handelsplats i de gamla mayaindianska områdena.